# NGC 5726
NGC 5726 is een elliptisch sterrenstelsel in het sterrenbeeld Weegschaal. Het hemelobject werd in 1886 ontdekt door de Amerikaanse astronoom Ormond Stone.

## Synoniemen
- ESO 580-12
- MCG -3-37-6
- PGC 52563